# شعب الجعدي

تعديل مصدري - تعديل

شعب الجعدي إحدى حارات مدينة القاعدة بمحافظة إب، بلغ تعداد سكانها 454 نسمة حسب تعداد اليمن لعام 2004.